# استفانو لومباردی
استفانو لومباردی (انگلیسی: Stefano Lombardi؛ زادهٔ ۲۸ ژوئیهٔ ۱۹۷۶) بازیکن فوتبال اهل ایتالیا است.
از باشگاه‌هایی که در آن بازی کرده‌است می‌توان به باشگاه فوتبال اینتر میلان، باشگاه فوتبال پروجا، باشگاه ورزشی لاتزیو، باشگاه فوتبال مودنا، باشگاه فوتبال آسکولی، باشگاه فوتبال آنکونا، باشگاه فوتبال بولونیا، باشگاه فوتبال کاتانیا، باشگاه فوتبال جنوآ، باشگاه فوتبال آ.ث. میلان، باشگاه فوتبال ناپولی، و باشگاه فوتبال اتلتیکو آرتزو اشاره کرد.